# تمريض العظام (مجلة)
تمريض العظام هي مجلة التمريض التي تتم مراجعتها من قِبل الأقران كل شهرين حول تمريض العظام. تم نشره بواسطة ليبنكوت ويليامز وويلكنز. وتحتوي على معلومات حول الأحداث الجارية، والأنشطة التنظيمية، والبحوث، ومعلومات المنتج والدواء، ونتائج الأدب. تركز المقالات على التطوير المهني والمجالات السريرية والإدارية والأكاديمية والبحثية لجراحة العظام. توفر المجلة أيضاً محتوى التعليم المستمر وهي المجلة الرسمية للرابطة الوطنية لممرضات العظام. وفقًا لتقارير الاستشهاد بالمجلات الأكاديمية، فإن المجلة لديها عامل تأثير 2016 يبلغ 0.375.

## وصلات خارجية
- الموقع الرسمي.
- الرابطة الوطنية لممرضات العظام.